# Seesperre Nas

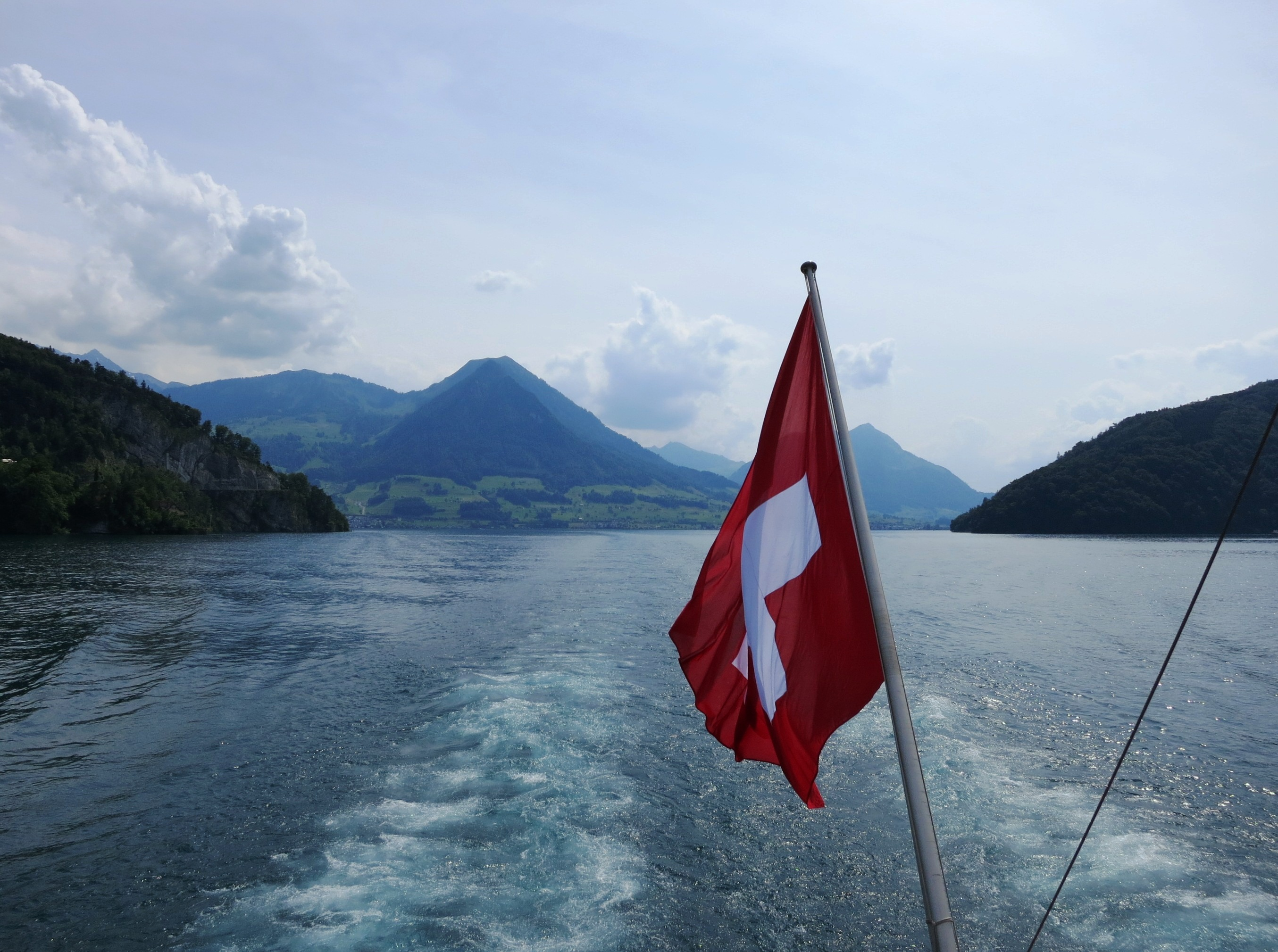
Vierwaldstätter see, Seeenge Nas

Die Seesperre Nas war eine militärische Verteidigungslinie der Schweizer Armee im Zweiten Weltkrieg am Eingang des Reduit. Die Sperre der Seeenge des Vierwaldstättersees zwischen den Felsnasen Ober Nas (Vitznau, Kanton Luzern und Gersau, Kanton Schwyz) und Unter Nas (Ennetbürgen, Kanton Nidwalden) ist in ihrer Art einmalig, weil sie die Verteidigung eines Küstenabschnittes in der Schweiz darstellt. Sie umfasste, neben der Strassensperre, ein schwimmendes Seehindernis und zwei Küstenbatterien (Artilleriewerke Ober Nas und Unter Nas). Das sich in der Nähe befindliche Artilleriewerk Mühlefluh war nicht Teil der Seesperre. Ab 1947 gehörte die Seesperre Nas zur Reduitbrigade 24. Mit der Reorganisation des Festungswesens (TO 51) wurden die zwei Artilleriewerke 1962 zu Infanteriewerken.

## Strategische Bedeutung
Der Vierwaldstättersee war eine mögliche Einfallsachse der deutschen Operationsplanungen, weil er den Zugang in Richtung Gotthard ermöglichte. Mit dem Rütlirapport vom 25. Juli 1940 erhielt die 850 m breite Seeenge Nas im Verteidigungsdispositiv der Armee als Eingangspforte zur Zentralraumstellung (Reduit) eine bedeutende Rolle. Sie musste befestigt und  bis zum Äussersten gehalten werden. Die unzähligen Befestigungen an den Reduiteingängen, insbesondere in Sichtweite von Luzern (Artilleriewerke Mühlefluh, Ober- und Unter Nas, Fürigen, Kilchlidossen, Festung Klein-Durren, Festung Mueterschwanderberg (Zingel, Drachenfluh, Blattiberg), Festung Wissiflue und Ursprung) waren zum Teil umfangreicher und schlagkräftiger als die grossen, bekannten Festungen. Sie verschlossen die Flaschenhälse der Reduiteingänge zwischen Rigi, Bürgenstock und Pilatus wie ein Pfropfen.

Die strategische Bedeutung zeigte sich auch daran, dass der deutsche Nachrichtendienst zur Vorbereitung der Angriffsabsichten seine Spionagetätigkeit besonders auf den Reduitbereich in der Zentralschweiz konzentrierte. Dabei blieben die Rigilehne und die Befestigungen der Seeenge Nas nicht verschont, was in einem der Spionagefälle für einen Truppenangehörigen das Todesurteil bedeutete. 

„Unsere Befestigungsbauten bildeten eines der gesuchtesten Objekte der deutschen Spionage. Es besteht kein Zweifel, dass die deutsche Führung über deren Fortschreiten gut unterrichtet war. Manches mag von Agenten und Verrätern noch übertrieben worden sein. Die deutsche Führung schätzte den Wert der Befestigungen für die Verteidigung hoch ein. (…) Ich bin überzeugt, dass unsere Festungsbauten etwa von 1943 an in den deutschen Plänen eine bedeutende Rolle gespielt haben und es ist wahrscheinlich, dass sie wesentlich dazu beigetragen haben, dass von einem Angriff auf die Schweiz abgesehen wurde. Die Auslagen für die Festungsbauten haben sich deshalb bezahlt gemacht.“

## Festungsbau

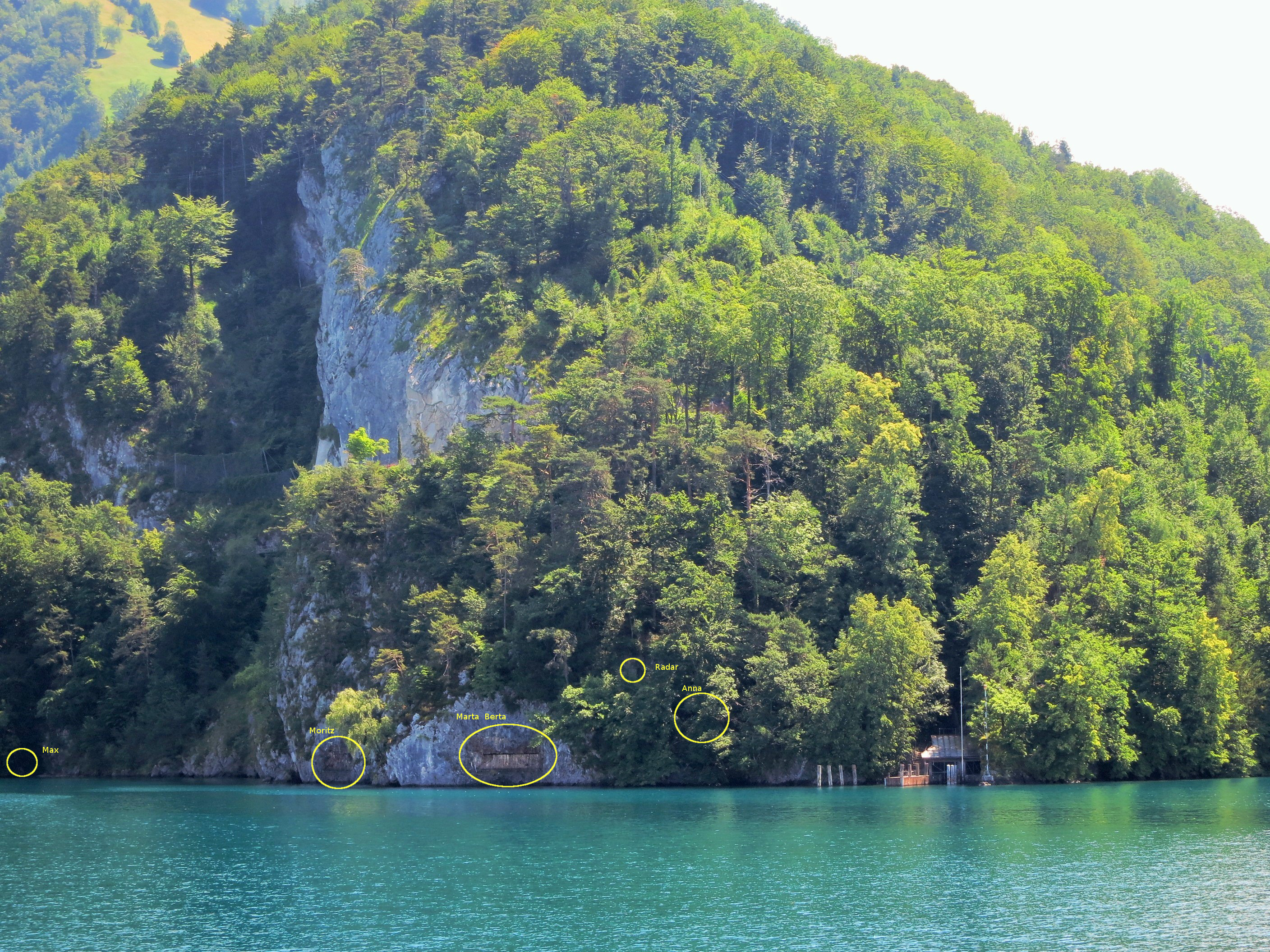
AW Ober Nas: getarnte Scharten und Motorbootkaserne rechts

Bis zur Kriegsmobilmachung  vom 1. September 1939 gab es keine Befestigungs- und Hindernisbauten auf den Höhen um den Vierwaldstättersee und dessen Ufern, weil im Vorfeld des Zweiten Weltkriegs der Ausbau der Abwehrstellungen an der Nord- und Südgrenze und der Festungen St. Gotthard, St. Maurice und Sargans Priorität hatte. Für das aufzubauende Festungswesen war Generalstabschef Jakob Huber, als ehemaliger Kommandant der Festung St. Maurice, der militärische Fachmann in der Armeeführung. Der Milizarmee gelang es in besonderen Fällen wie der Seesperre Nas oder der Überflutung der Linthebene dank dem Know-how ihrer Fachspezialisten aus verschiedensten Berufen, immer wieder einmalige Lösungen zu entwickeln. Aufgrund des Operationsbefehls Nr. 12 vom 17. Juli 1940 (Bezug der Zentralraumstellung, Reduit) erliess der Kommandant des 3. Armeekorps, Rudolf Miescher am 16. August 1940 den „Befehl für die Organisation der Durchführung von Befestigungsbauten im Zentralraum“. Im September 1940 wurden aus taktischen Gründen Ober und Unter Nas dem 3. Armeekorps unterstellt.
1940 begann das Baubüro Luzern des 2. Armeekorps mit der Planung und dem Bau der Seesperre Nas. Die Festungen Ober Nas, Unter Nas und Fürigen wurden vom Baubüro bezüglich Grösse, Bewaffnung und Ausstattung typengleich konzipiert. Mit dem Bau der drei Festungen wurde im Februar 1941 begonnen.  Ober und Unter Nas wurden im März/April 1943 der Festungswachkompanie 15 übergeben.

## Artilleriewerk Ober Nas (A 2215)

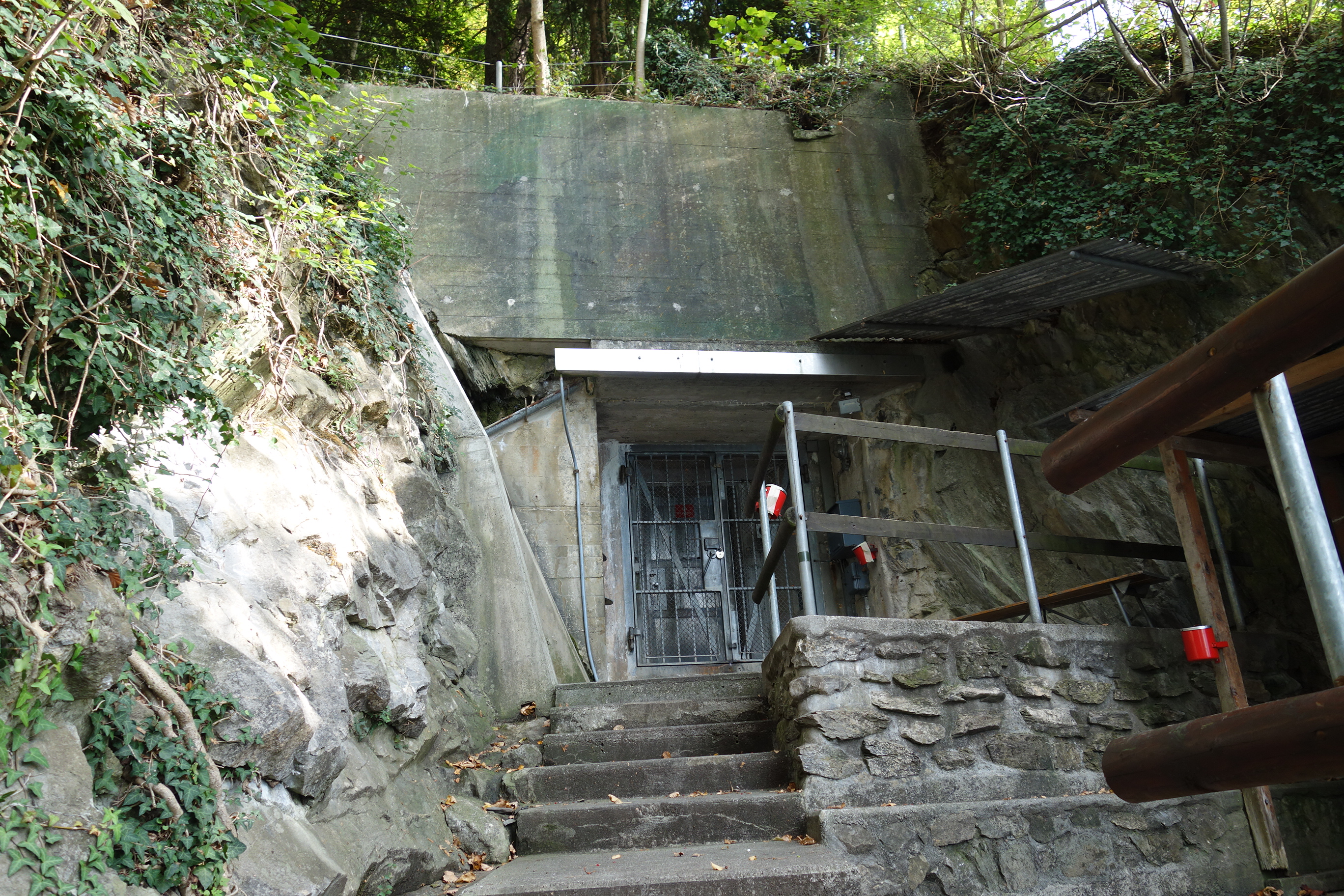
Werkseingang

Das Werk Ober Nas befand sich an der Spitze der Landzunge Ober Nas auf der Grenze zwischen den Kantonen Luzern und Schwyz bei Vitznau. Das 1941 begonnene Werk wurde 1943 zum Schutz eines schwimmenden Hindernisses, mit dem der Vierwaldstättersee zwischen der Oberen und Unteren Nas gesperrt werden konnte, als Stützpunkt mit zehn Unterständen ausgebaut.
Zwei durch Infanteriewerke geschützte Strassenbarrikaden hatten einen Durchbruch auf der rechten Seeuferstrasse zu verhindern. 
Die Bewaffnung bestand aus einer 7,5-cm-Befestigungskanone 39, zwei 4,7-cm-Befestigungspanzerabwehrkanonen 41 und drei Maschinengewehren 11. Die Scharten lagen nur wenige Meter über dem Seespiegel. 1941 wurde eine 55 Meter lange unterirdische Standseilbahn vom Werk 445 m ü. M. bis zur Kantonsstrasse 473 m ü. M. erstellt.
Das Werk Ober Nas diente später als Kaserne für Motorboot-Detachemente der Schweizer Armee, welche das Seebecken von Vitznau für Schiessübungen benutzten. Zielgelände war der Steinbruch «Matt» am Bürgenstock.
- Infanteriewerk Obere Nase A 2215: Eingang 1	⊙
- Infanteriewerk Obere Nase A 2215: Eingang 2	⊙
- Infanteriewerk Obere Nase A 2215: Pak-Stand «Bruno»	⊙
- Infanteriewerk Obere Nase A 2215: Mg-Stand 1 «Max»	⊙
- Infanteriewerk Obere Nase A 2215: Mg-Stand 2 «Moritz»	⊙
- Infanteriewerk Obere Nase A 2215: Mg-Stand 1 «Max»	⊙
- Infanteriewerk Obere Nase A 2215: Mg-Stand 2 «Moritz»	⊙
- Infanteriewerk Obere Nase A 2215: Mg-Stand 3 «Marta», 9-cm-Pak-Stand «Berta»		⊙
- Infanteriewerk Obere Nase A 2215: 7.5-cm-BK/Scheinwerfer «Anna»	⊙
- Infanteriewerk Obere Nase A 2215: Mg-Stand 4 «Minerva»	⊙
- Infanteriewerk Obere Nase A 2215: Mg-Stand 5 «Mercedes»	⊙

### Sperrstelle Ober Nas

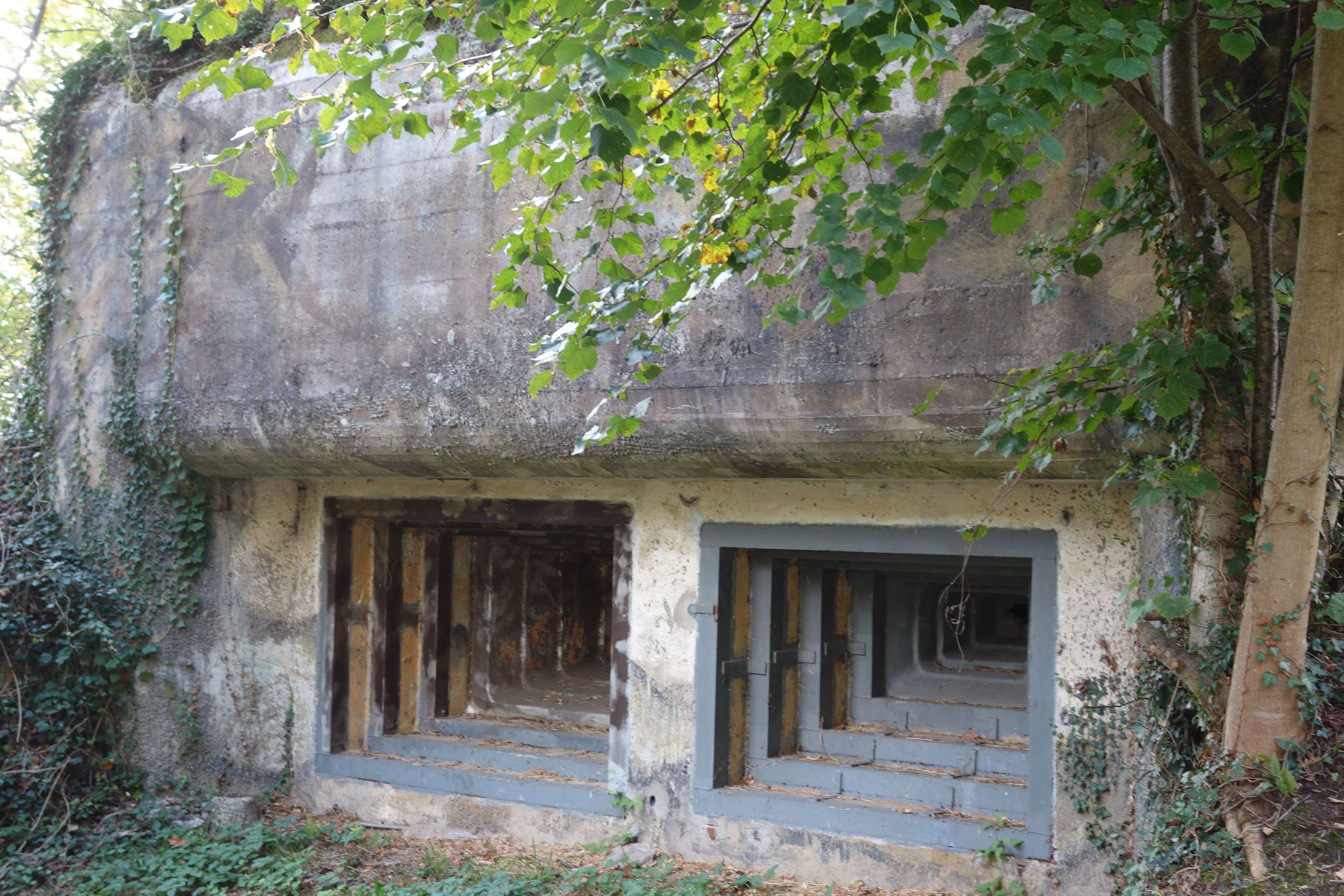
Mg-Stand 4 «Minerva»

- Infanteriewerk Kalibach A 2214: zwei Mg 11/51, 1992 zugemauert ⊙
- Mannschaftskaverne Obernas–Linden 1, Vitznau A 2216 	⊙
- Mannschaftskaverne Obernas–Linden 2, Vitznau A 2217	⊙
- Mannschaftskaverne Obernas–Linden 3, Vitznau A 2218	⊙
- Mannschaftskaverne Obernas–Linden 4, Vitznau A 2219	⊙
- Kaverne Obernas–Linden 5, Vitznau A 2220	⊙
- Mannschaftskaverne Obernas–Linden 1, Gersau SZ A 2221 ⊙
- Mannschaftskaverne Obernas–Linden 2, Gersau A 2222	⊙
- Mannschaftskaverne Obernas–Linden 6, Gersau A 2223	⊙
- Mannschaftskaverne Obernas–Linden 7, Gersau A 2224 	⊙
- Mannschaftskaverne Obernas–Linden, Gersau A 2225	⊙
- Panzerbarrikade  Kalibach T 1304		⊙
- Panzerbarrikade  Obere Nase T 1305		⊙

## Artilleriewerk Unter Nas (A 2226)

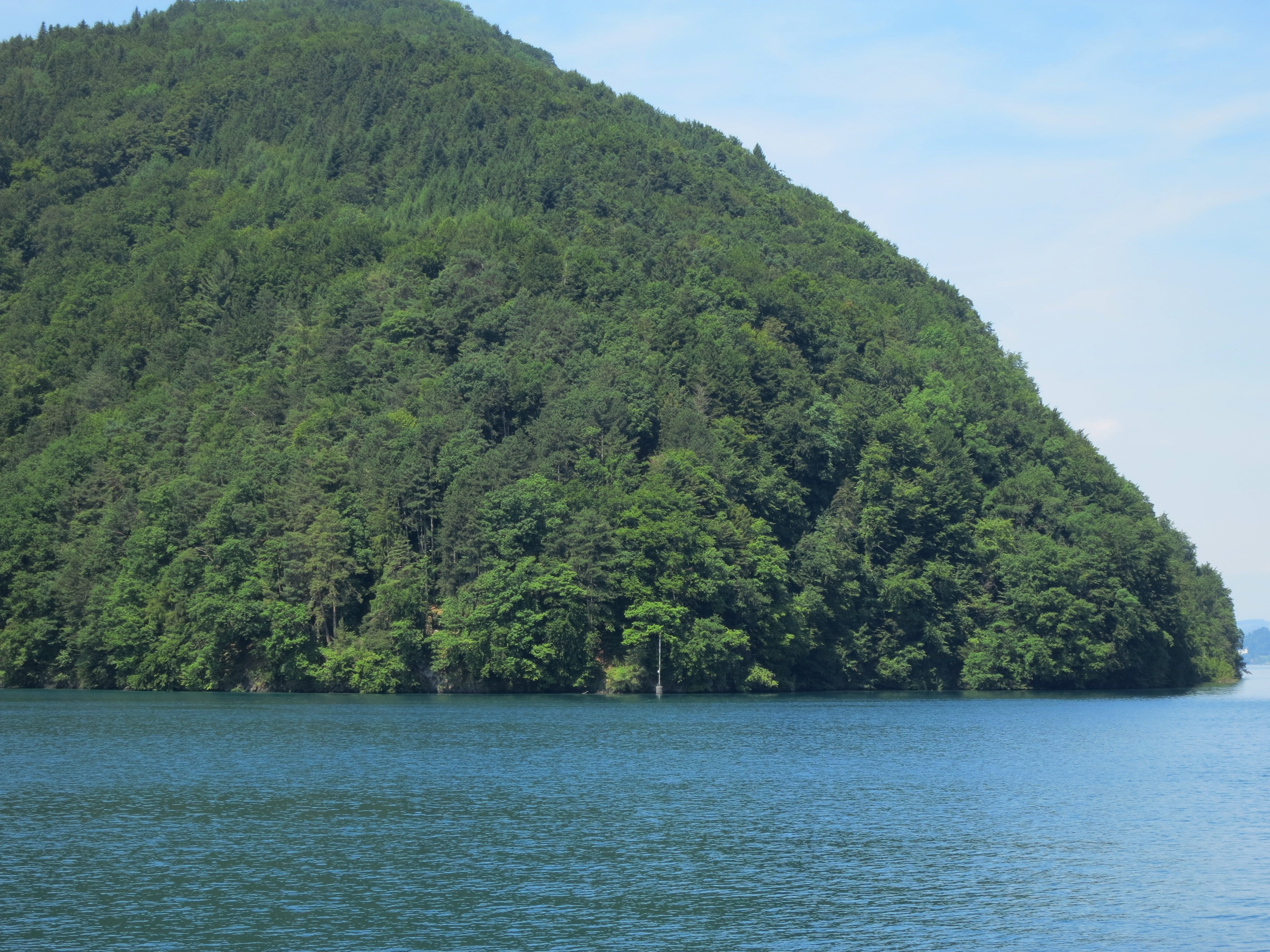
AW Unter Nas mit zugemauerten Schiessscharten, links

Das Werk befand sich auf dem östlichen Ausläufer Unter Nas des Bürgenstocks auf dem Gebiet der Gemeinde Ennetbürgen, Kanton Nidwalden. Das zweiteilige Werk (Nord, Süd) war am besten auf dem Seeweg erreichbar.
Die Bewaffnung bestand aus einer 7,5-cm-Befestigungskanone 39, einer 4,7-cm-Befestigungspanzerabwehrkanone 41 und vier Maschinengewehren 11.
Das Artilleriewerk Ober Nas und das Gegenwerk Unter Nas hatten eine Besatzung von je 60 Mann.
- Infanteriewerk Untere Nase A 2226: Eingang, Mg-Stand 2 «Rita»		⊙
- Infanteriewerk Untere Nase A 2226: Mg-Stand 4 «Lotte»		⊙
- Infanteriewerk Untere Nase A 2226: Mg-Stand 3 «Rolf»		⊙
- Infanteriewerk Untere Nase A 2226: Mg-Stand 1 «Kathia», 9-cm-Pak «Laura»		⊙
- Infanteriewerk Untere Nase A 2226: 7.5-cm-BK «Ruth»		⊙
- Infanteriewerk Untere Nase A 2226: Scheinwerfer, Notausgang		⊙

## Seehindernis Nas

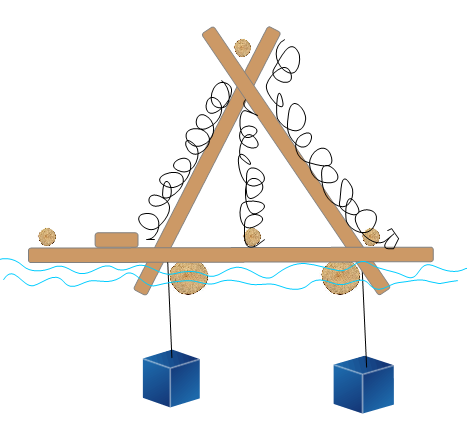
Querschnitt des Seehindernisses Nas, Feindseite rechts

1940 wurde mit der Planung eines schwimmenden Seehindernisses begonnen, um die Seeengnis Nas schliessen zu können. Das Pontonier Bataillon 2 unternahm erste Versuche und die Pontonier Kompanie I/2 erstellte das Hindernis im Juli 1942 unter der Leitung der Geniechefs der 5. Division und des 2. Armeekorps. General Guisan inspizierte das fertige Seehindernis am 30. Juli 1942.
Das Hindernis war eine Kombination zwischen einem Dreiecksteg und einem Spanischen Reiter und rund 1130 m lang. Die auf Baumstämmen schwimmende Holzkonstruktion hatte einen 2,5 m hohen dreieckförmigen Aufbau, war mit Stacheldraht verdrahtet und mit Drahtseilen an 2,5 Tonnen schweren Betonblöcken auf dem Seegrund verankert. In der Mitte gab es für die Schiffe eine Durchfahrtsöffnung von ca. 100 Metern, die je nach Bereitschaftsgrad angepasst werden konnte. Das Seehindernis wurde von der Pontonier Kompanie I/2 und dem Motorboot Detachement 5 unterhalten und überwacht und von den flankierenden Küstenbatterien Ober Nas und Unter Nas geschützt. Nach Kriegsende 1945 wurde das Hindernis vollständig demontiert.
- Seehindernis Nas ⊙

## Motorboote
Die ad hoc gebildeten Motorboot-Formationen waren ein wesentlicher Bestandteil des Verteidigungssystems der Seesperre Nas. Aufgrund des Einsatzes von Wasserflugzeugen (Heinkel He 59) durch die deutsche Wehrmacht bei der Invasion in Norwegen und der Niederlande von 1940 begann die Schweizer Armeeführung auf verschiedenen Seen requirierte Privatboote mit Maschinengewehren auszurüsten. Ab 1941 wurden im Zentralraum (Reduit) die ersten Ad-hoc-Kampfboot- sowie Seetransport- und Seeverbindungs-Detachemente eingeführt. Auf dem Vierwaldstättersee wurden 1943 aus den Ad-hoc-Einheiten die der 5. Division unterstellten Motorboot Detachemente (Mot Boot Det) 4 (Nord: Rütenen) und 5 (Süd: Brunnen  und Hertenstein) gebildet.